# 올리비에 케멘
올리비에 케멘(프랑스어: Olivier Kemen, 1996년 7월 20일 ~ )은 카메룬의 프로 축구 선수로 튀르키예 클럽 이스탄불 바샥셰히르에서 미드필더로 활약하고 있다. 프랑스 청소년 국가대표팀 출신인 그는 카메룬 국가대표팀으로 활약하고 있다.

## 구단 경력
케멘은 메스 출신의 유소년 축구 선수로, 2016년 2월 28일, 파리 생제르맹을 상대로 홈 경기에서 75분 만에 하파에우와 교체되어 리옹에서 리그 1 데뷔 전을 치렀다.
2017년 1월 11일, 케멘은 시즌이 끝날 때까지 리그 2의 아작시오 팀에 임대되었다. 2017년 7월 12일, 그의 임대 기간은 한 시즌 더 연장되었다.
2019년 7월, 샤무아 니오르와 계약을 체결하고, 리그 2에 62경기 출전했다.
2021년 8월 29일, 샤무아 니오르에서 두 시즌을 보낸 후 케멘은 공개되지 않은 이적료로 쉬페르리그 클럽 카이세리스포르에 합류하여 3년 계약을 체결했다.

## 국가대표팀 경력
카메룬에서 태어난 케멘은 어린 나이에 프랑스로 이주했다. 그는 프랑스 청소년 국가대표로 활동했지만, 그는 2023년 3월 24일, 나미비아와의 2023년 아프리카 네이션스컵 예선 전에서 카메룬 국가대표팀에 데뷔해 팀의 유일한 골을 기록했다.
2023년 12월 28일, 그는 2023년 아프리카 네이션스컵에 출전할 카메룬 선수 27명 중 리고베르 송이 선정한 명단에 이름을 올렸다.